# Le Broc (Provenza-Alpi-Costa Azzurra)
Le Broc (Brocco in italiano, desueto) è un comune francese di 1 329 abitanti situato nel dipartimento delle Alpi Marittime della regione della Provenza-Alpi-Costa Azzurra.

## Storia
Dopo la conquista romana, portata a compimento nel 14 a.C., l'imperatore romano Augusto organizza le Alpi in province, e il territorio di Le Broc dipende dalla provincia delle Alpi Marittime.
Nel corso del medioevo Le Broc fece parte della Borgogna Cisgiurana e poi del Regno d'Arles. Attorno al X secolo divenne parte della contea di Provenza, per poi passare ai re di Francia.

## Società

### Evoluzione demografica
Abitanti censiti